# Li Zhenshi
Li Zhenshi, Chinees: 李振恃, (29 oktober 1949, China) is een voormalig Chinees professioneel tafeltennisser. Li is zijn achternaam.
Hij won negen medailles op de wereldkampioenschappen tafeltennis tussen 1975 en 1981. Na zijn spelersloopbaan emigreerde hij met zijn vrouw Zhang Li naar de Verenigde Staten en begon daar een tafeltennisschool.
Hij was de coach van het Amerikaanse team op de Olympische Zomerspelen 1996.

## Belangrijkste resultaten
- WK
  -  Goud met het team in 1975 in Calcutta.
  -  Goud met het team in 1977 in Birmingham.
  -  Goud in het mannen dubbelspel in 1977 in Birmingham met Liang Geliang.
  -  Goud in het mannen dubbelspel in 1981 in Novi Sad met Cai Zhenhua.
  -  Zilver met het team in 1979 in Pyongyang.
  -  Zilver in het gemengd dubbelspel in 1979 in Pyongyang met Yan Guili.
  -  Brons in het gemengd dubbelspel in 1977 in Birmingham met Yan Guili.
  -  Brons in het mannen enkelspel in 1979 in Pyongyang.
  -  Brons in het mannen dubbelspel in 1979 in Pyongyang met Wang Huiyuan.

- Gemeinsame Normdatei: 1154606562